# Центр населеності

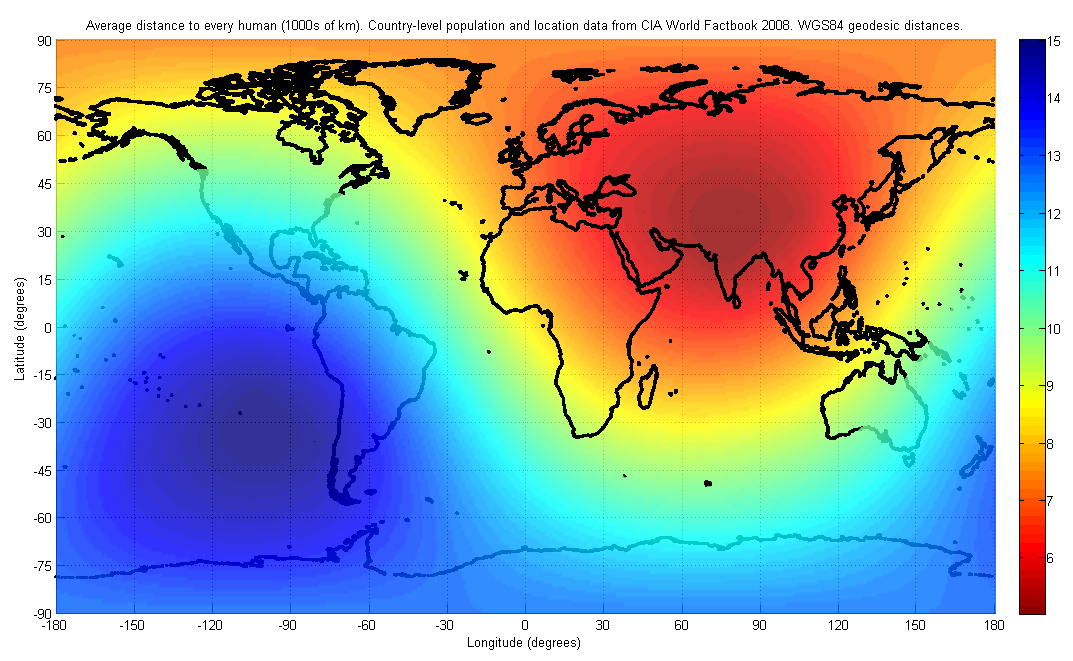
Центр населеності.

Центр населеності (центр народонаселення) - географічна точка, відносно якої сумарний момент «сил тяжкості числа жителів», що діють на систему в рамках будь-якої територіальної одиниці, дорівнює нулю. Центр населеності є основним показником центрографічного методу вивчення населення.
Важливо використовувати культурно-нейтральний метод при розрахунку показників для цілого світу. Як вказує Національний інститут вивчення демографії (Франція), методологія допускає використання тільки глобуса, і некоректно проводити розрахунок по двовимірній проєкції поверхні Землі (карті). Центр населеності Землі було знайдено «на перехресті між Китаєм, Індією, Пакистаном і Таджикистаном», по суті розташований в Афганістані. Абсолютна похибка розрахунку становить кілька сотень кілометрів, більш точне місцезнаходження невідоме.

### США
Центр народонаселення США за період від створення країни переміщувався (за повідомленням Д. І. Менделєєва в статті «Про центр Росії» (1906 г.) вихідна точка - Вашингтон) майже точно по 39-й паралелі на захід зі швидкістю близько 79 верст за кожні 10 років , опинившись до 1900 року в околицях міста Колумбуса (штат Індіана), тобто в точці 39°9’,6 с.ш. и 85°48’,9 з.д. Відстань між географічним центром і центром чисельності скорочувалася.

### Німеччина
У Німеччині центр населеності розташований в Шперенберзі, Гессен, недалеко від Касселя.